# Pannus
Pannus är en beteckning som ges till ett moln under vilket det finns ett följemoln som ser ut som sönderrivna molntrasor. De underliggande molnen kan utgöra ett sammanhängande skikt och/eller kan smälta samman med molnet under vilket de befinner sig. "Pannus" kommer från latin och betyder "stycke", "lapp" eller "trasa".
Pannus förekommer mest hos huvudmolnslagen altostratus, nimbostratus och cumulonimbus. De underliggande molnen är ofta av typen stratus fractus.
Pannus varslar ofta om snar nederbörd.